# Передняя камера
Передняя камера — заполненное прозрачной жидкостью пространство глаза, ограниченное с одной стороны роговицей, с другой — радужкой.
Передняя камера играет особую роль в иммунной системе глаза: ей свойственна иммунная привилегия — отсутствие выраженной реакции на внедрение чужеродного биологического материала. Это свойство, названное иммунной девиацией передней камеры (англ. anterior chamber associated immune deviation, ACAID), позволяет избегать черезмерной воспалительной реакции, которая могла бы привести к потере зрения.

## Строение
Передняя камера глаза — это пространство, переднюю стенку которого образует роговица, заднюю — радужная оболочка, а в области зрачка — центральная часть передней капсулы хрусталика. Место, где роговица переходит в склеру, а радужка — в ресничное тело, носит название угла передней камеры, через который осуществляется отток водянистой влаги. У вершины угла передней камеры находится поддерживающий остов угла камеры — корнеосклеральная трабекула. В образовании трабекулы принимают участие элементы роговицы, радужки и цилиарного тела. Трабекула в свою очередь является внутренней стенкой венозной пазухи склеры, или шлеммова канала. Остов угла и венозная пазуха склеры имеют очень важное значение для циркуляции жидкости в глазу. Глубина передней камеры вариабельна (изменчива). Наибольшая глубина отмечается в центральной части передней камеры, расположенной против зрачка: здесь она достигает 3-3,5 мм. В условиях патологии диагностическое значение приобретает как глубина камеры, так и ее неравномерность.

## Диагностические методы заболеваний камер глаза
- Визуализация в проходящем свете.
- Осмотр под микроскопом (биомикроскопия).
- Изучение угла передней камеры с помощью микроскопа и контактной линзы (гониоскопия).
- Ультразвуковая диагностика, включая ультразвуковую биомикроскопию.
- Оптическая когерентная томография для переднего отрезка глаза.
- Оценка глубины передней камеры (пахиметрия).
- Определение внутриглазного давления (тонометрия).
- Детальная оценка выработки, а также оттока внутриглазной жидкости.[4]

## Патологии

### Врожденные патологии
- Отсутствие угла в передней камере.
- Блокада угла в передней камере остатками эмбриональных тканей.
- Переднее прикрепление радужки.

### Приобретенные патологии
- Блокада угла передней камеры корнем радужки, пигментом или др.
- Неравномерная глубина в передней камере, которая наблюдается при посттравматическом изменении положения хрусталика либо слабости цинновых связок.
- Мелкая передняя камера, бомбаж радужной оболочки — встречается при заращении зрачка или круговой зрачковой синехии.
- Глаукома — тяжёлое заболевание органа зрения, при котором внутриглазное давление постоянно или периодически превышает индивидуально переносимый уровень.[5]
- Гипопион — гнойное скопление в области передней камеры.[6]
- Преципитаты на роговичном эндотелии.
- Гифема — кровоизлияние в переднюю камеру.
- Гониосинехии — спайки в углу передней камеры радужной оболочки и трабекулярной диафрагмы.
- Рецессия угла передней камеры — расщепление, разрыв передней зоны цилиарного тела вдоль линии, которая разделяет радиальные и продольные волокна цилиарной мышцы.[7]